# Memecylon flavovirens
Memecylon flavovirens är en tvåhjärtbladig växtart som beskrevs av John Gilbert Baker. Memecylon flavovirens ingår i släktet Memecylon och familjen Melastomataceae. Inga underarter finns listade i Catalogue of Life.